# Церква Сан-Себастьяно (Мантуя)
45°09′03″ пн. ш. 10°47′17″ сх. д. / 45.150968° пн. ш. 10.788121° сх. д.

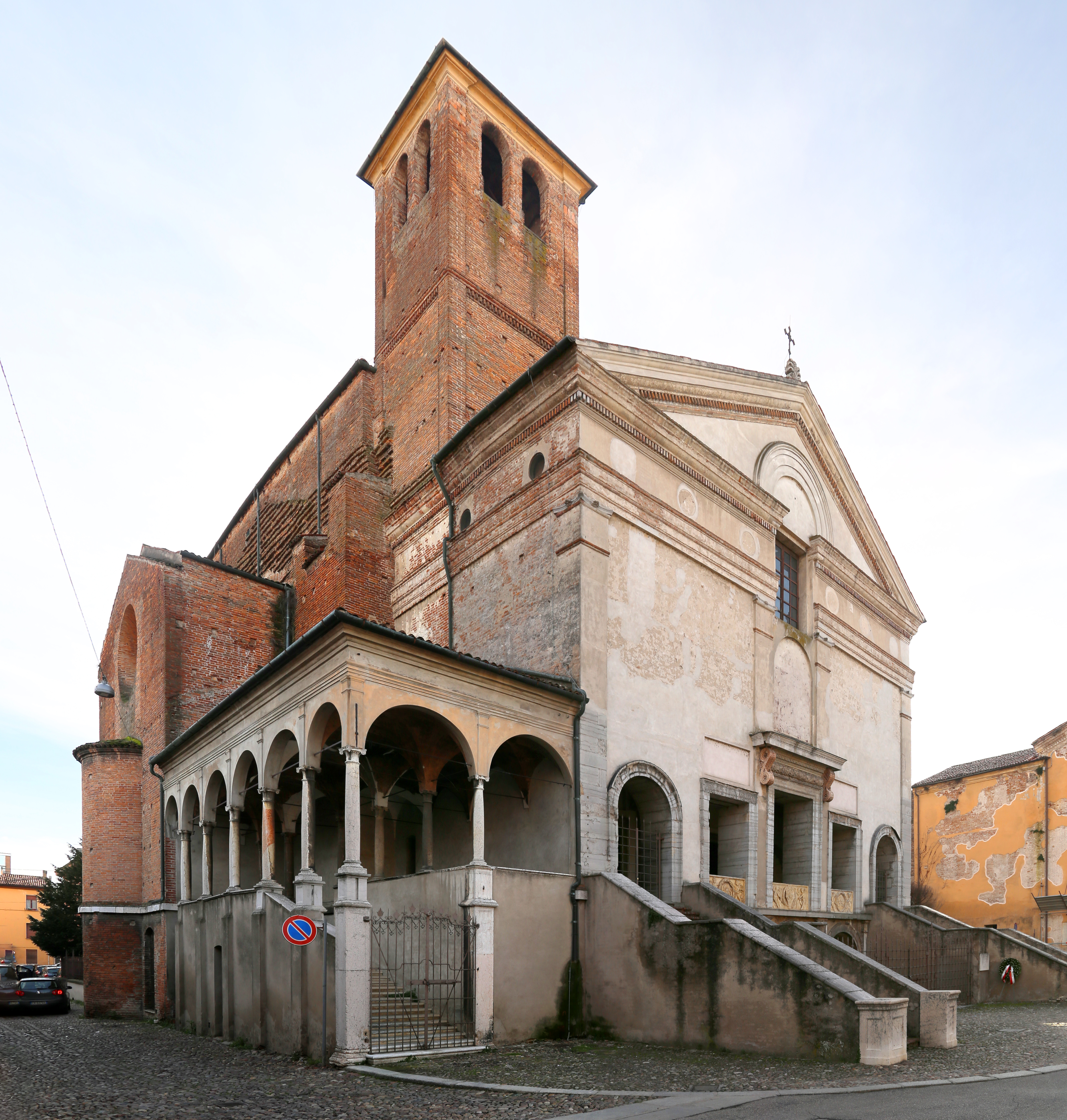
Церква Сан-Себастьяно (Мантуя), фото 2013 року

Церква Сан-Себастьяно (Мантуя)  ( італ. Chiesa di San Sebastiano (Mantova)) — експериментальна за задумом церква доби кватроченто, вибудована у місті Мантуя за проектом Леон-Баттіста Альберті. Залишена недобудованою і недекорованою у інтер'єрі. Перетворена на каплицю пам'яті загиблих вояків-італійців.

## Замовник і архітектори-практики
Замовником храму був мантуанський маркіз Лодовіко Гонзага ІІІ.  Будівельні роботи розпочали 1460 року. За проектом Альберті храм мав крипту, котру планували перетворити на поховальну камеру родини маркіза. Сам храм був експериментальним, бо Альберті наважився розірвати зв'язок із готичною традицією, відмовився від базилікального типу і зупинився на центричному храмі у вигляді грецького хреста. 

## Опис храму

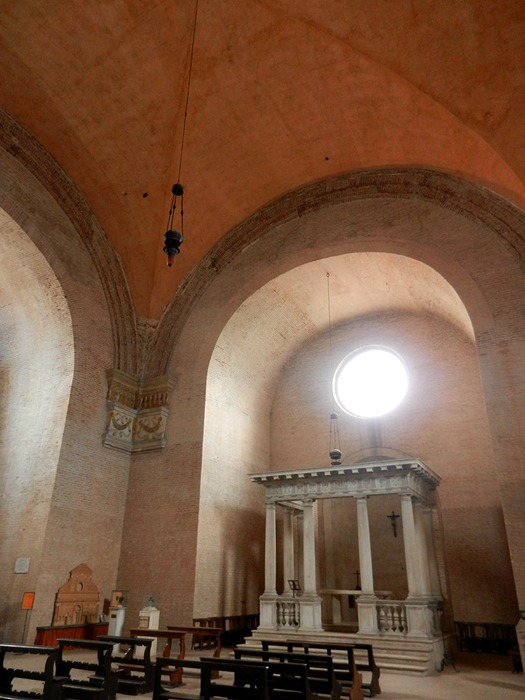
Головний вівтар, фото 2013 року

Храм вийшов зального типу з повною відсутністю внутрішніх опор-стовпів. Хрещате склепіння храму спирається на товсті наріжні стіни. 
Дивовижним був і головний фасад споруди. Він плаский, прикрашений лише пілястрами велетенського ордера, що нібито підтримують широку смугу стримано декорованого аттика. Аттик всередині переривався отвором для вікна. Головний фасад мав п'ять отворів для дверей, до котрих за первісним проектом вели сходинки у всю ширину фасаду.
Храм покинули недобудованим і недекорованим всередині. Збережено фото головного фасаду до 1925 року, на ньому були лише вузькі сходинки до лоджії, створеної ще в добу кватроченто. П'ять отворів для дверей — це пізнє відновлення. Одвірок накладений на середні пілястри архітектором Пеллегріно Ардіцоні і його не всі визнають вдалим. У XX столітті відмовились від  широких східців у всю ширину фасаду. Створені лише східці до бічних дверей, а три середні отвори перетворені на балкон. Крипта не стала поховальною коморою для родини маркіза.

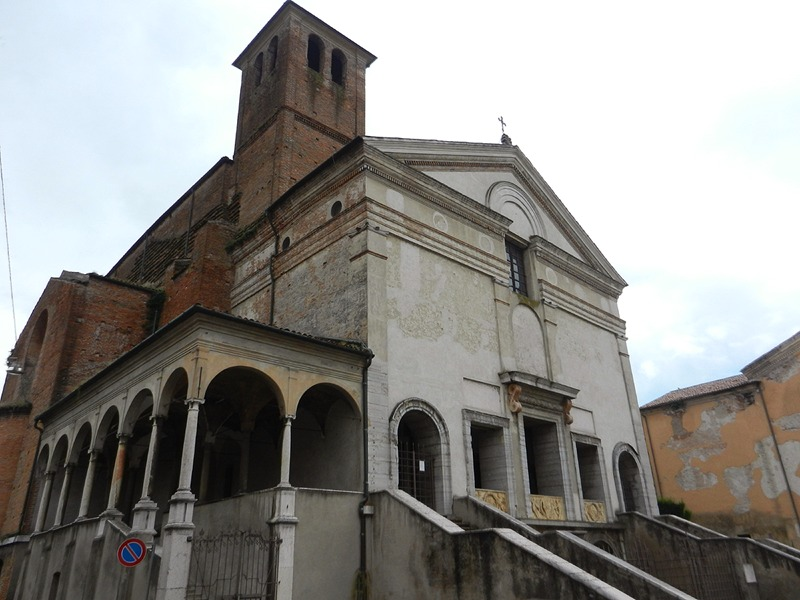
Бічний фасад, лоджія і дзвіниця
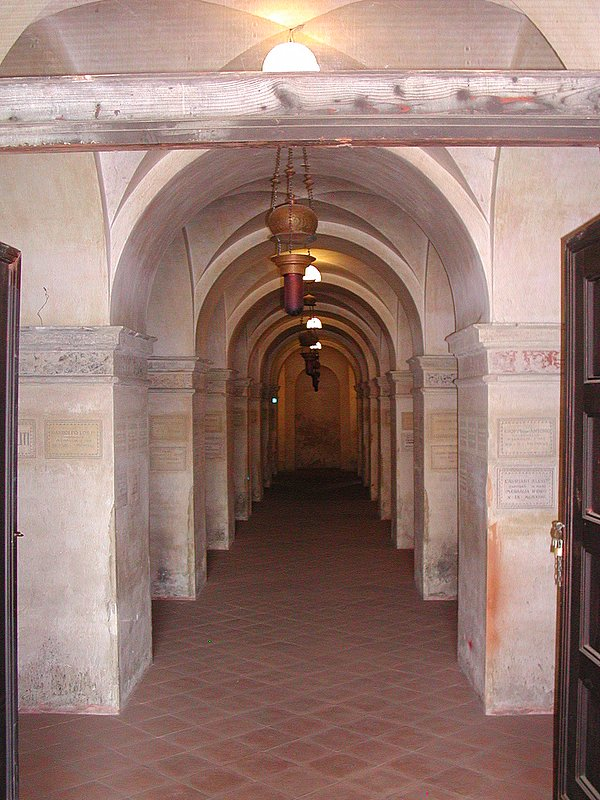
Сучасний вигляд крипти
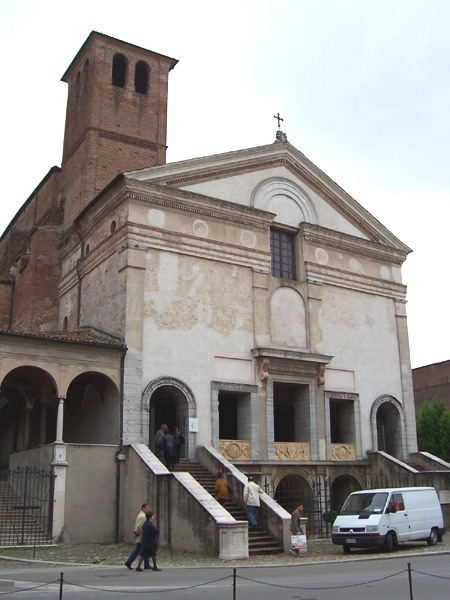
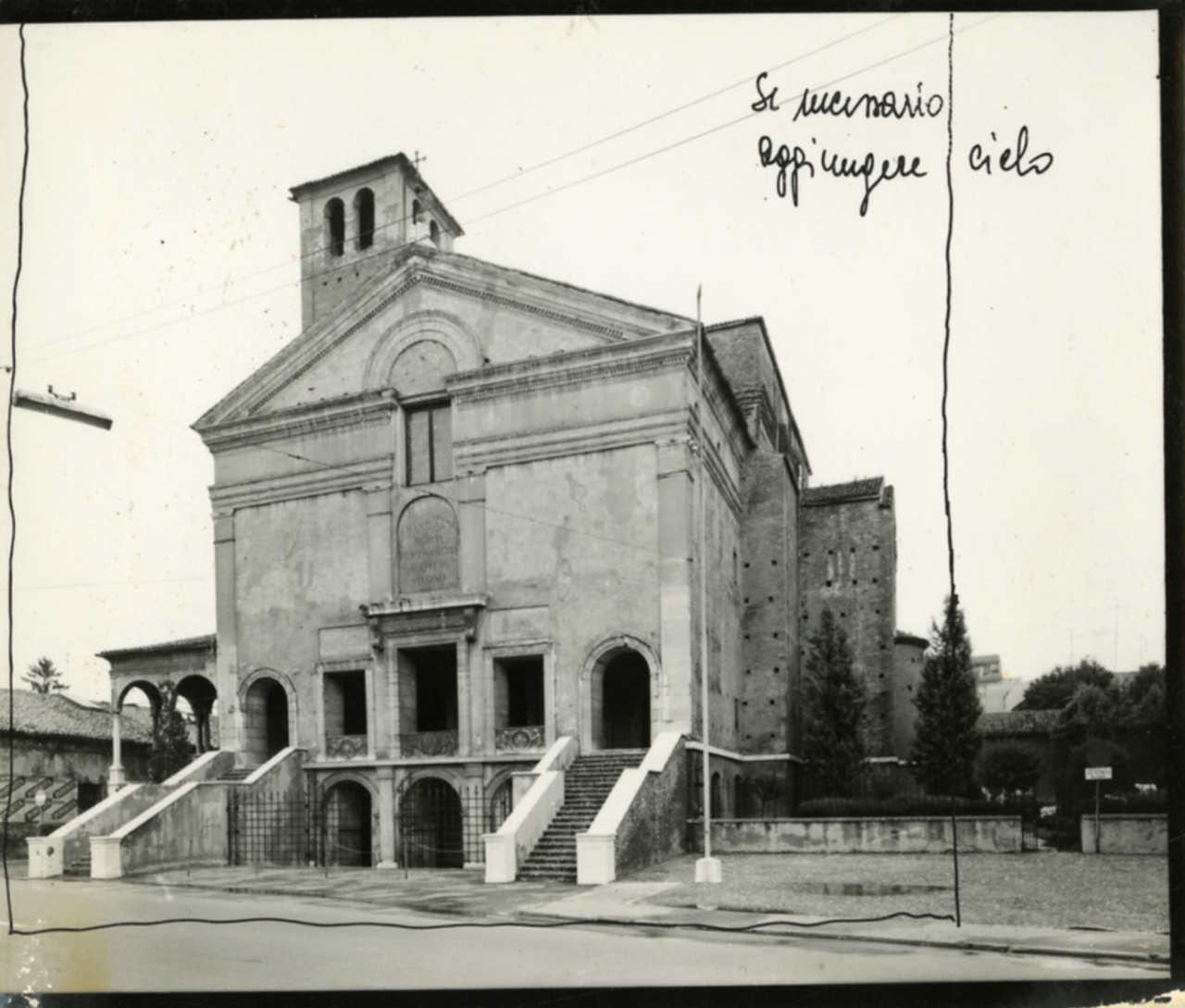
Фото Паоло Монті, 1972

## Інтер'єр

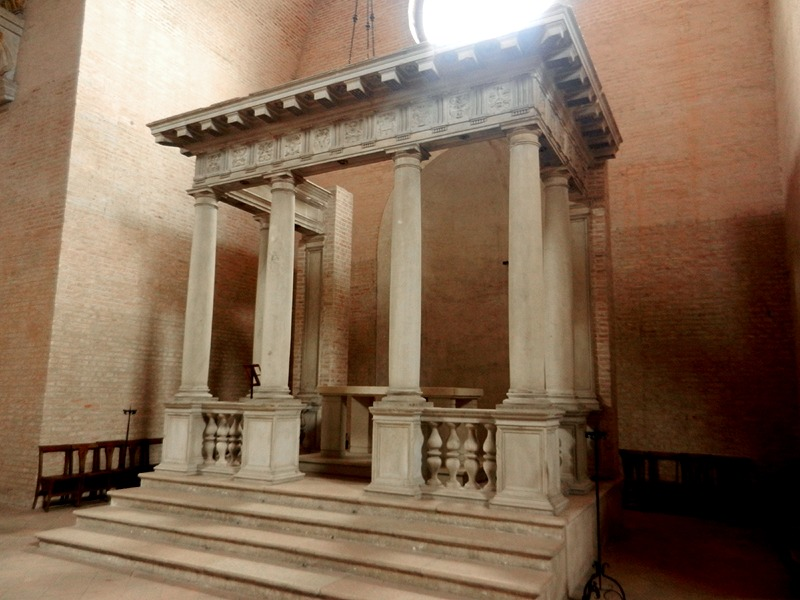
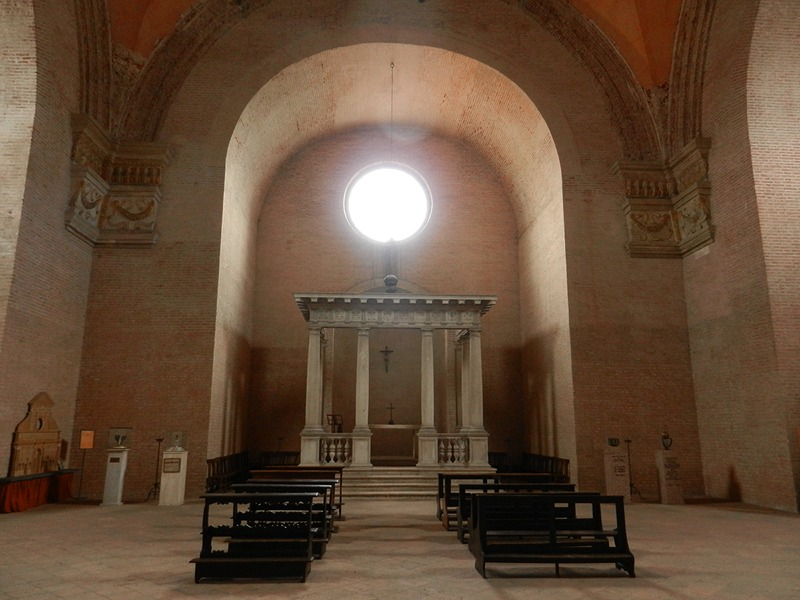
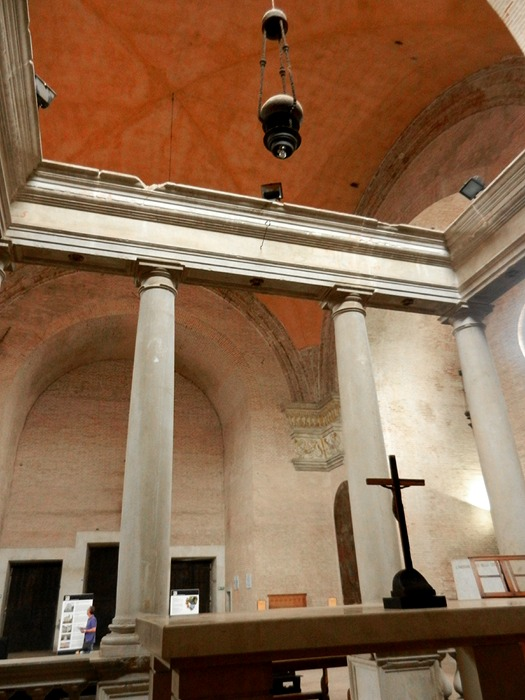

## Галерея фото

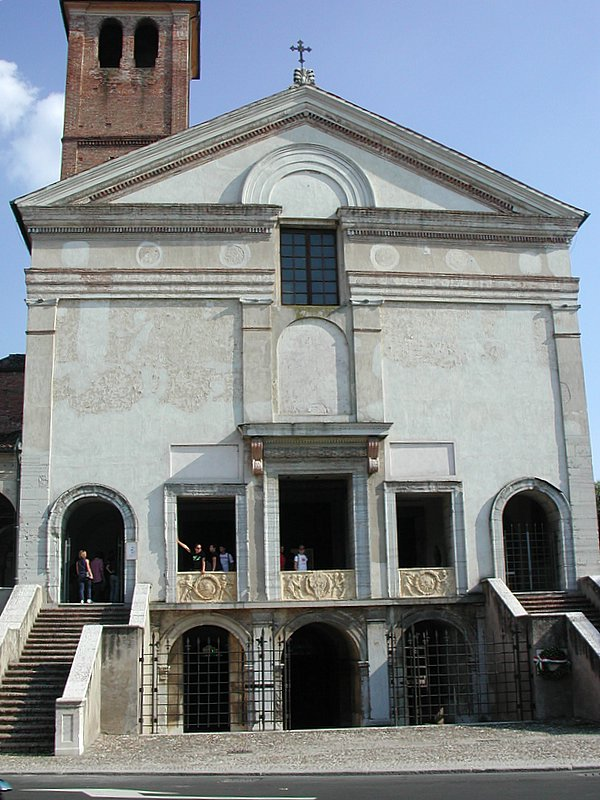
Церква Сан-Себастьяно, головний фасад
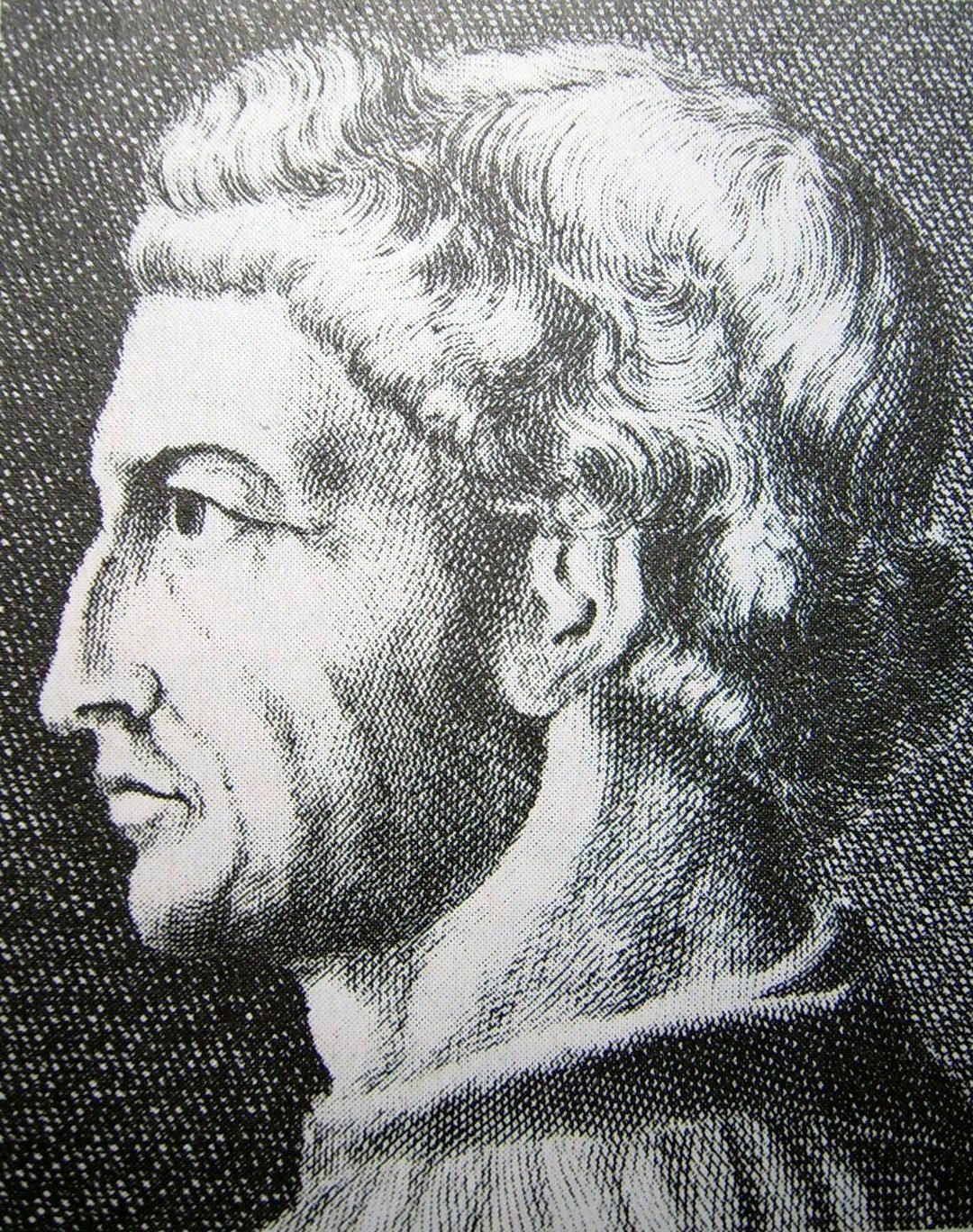
Графічний портрет Альберті